# Alcatraz Hospital
Alcatraz Hospital er et tidligere hospital på Alcatraz Island i Californien. Det blev etableret i det 19. århundrede, da den amerikanske hær benyttede Alcatraz Fort. Det fortsatte som behandlingssted, efter at Alcatraz Federal Penitentiary var blevet oprettet først i 1930'erne. Selvom Alcatraz nu er en del af Golden Gate National Recreation Area, er hospitalet ikke omfattet af de officielle rundvisninger på øen.

## Historie
I 1870 havde militærehospitalet ti senge samt borde, stole, servanter og et skab. Det målte 11 gange 7 meter og blev opvarmet ved kulovne. Det blev udvidet i slutningen af det 19. århundrede.
Fængselshospitalet blev oprettet den 14. juni 1934. Det tilbød læge- og tandlægebehandling til såvel indsatte som fængselspersonale samt fyrtårnets medarbejdere og andre ansatte på øen. Hospitalet lå på etagen over spisesalen. Det indeholdt tre afdelinger med fem hospitalssenge hver samt to lukkede afdelinger, et behandlingsværelse, et kirurgisk værelse og et forsyningsrum samt et lægekontor og et tandlægekontor foruden et køkken og et toilet med wc og bruser. I løbet af årene, hvor hospitalet var tilknyttet fængslet, var det bemandet med personale fra USA Public Health Service, som blev udsendt af fængselsstyrelsen. I løbet af 1950'erne forsøgte man at begrænse omkostningerne ved at skifte til læger på private kontrakter. To af de mest bemærkelsesværdige hospitalspatienter var Robert Stroud, "Birdman of Alcatraz", som havde sin egen hospitalscelle, og Al Capone, der tilbragte mere tid på hospitalet end blandt almindelige indsatte